# Орсини (замок)
Орсини-ди-Нерола (итал. Castello Orsini di Nerola) — средневековый каменный замок в городе Нерола, в провинции Рим, в регионе Лацио, Италия. За свою историю замок претерпел множество изменений. По своему типу относится к замкам на вершине. 

## История

### Ранний период

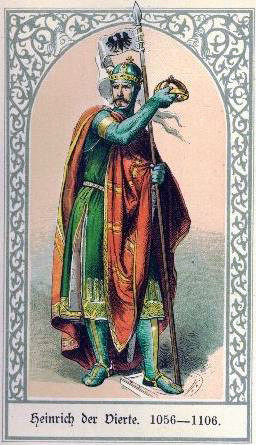
Император Священной Римской империиГенрих IV

Строительство замка началось в 1070 году на месте старой крепости, возведённой ещё в античные времена. Инициатором работ стала знатная семья Орсини, чьи представители фактический были хозяевами окружающих земель. Основное строительство завершилось в 1085 году при Джентиле Вирджинио Орсини. В 1085 году Генрих IV, император Священной Римской империи, был гостем семьи Орсини в новом родовом замке. 
В 1092 году папа Урбан II, не желая иметь рядом с Римом сильную неподконтрольную крепость, решил купить замок. В последующие века комплекс Орсини будет оставаться в собственности католической церкви. Здесь размещалась одна из официальной резиденцией пап Пасхалия II, Геласия II, Каликста II, Гонория II и Иннокентия II. Однако вскоре после начала крестовых походов замок оказался заброшен. Во всяком случае понтифики перестали приезжать сюда и отпускать средства на ремонт. 
В конце эпохи крестовых походов замок вернулся к семье Орсини. Представители влиятельного рода вскоре восстановили родовое владение. В последующем замок был значительно расширен. Автором проекта стал архитектор и художник Франческо ди Джорджо. Внутри появились роскошные здания. 

### XVI–XVII века

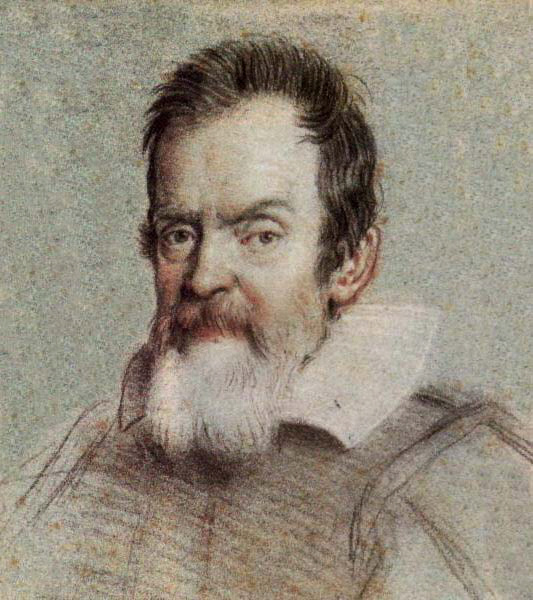
Галилео Галилей

В конце XVI века знаменитый учёный Галилео Галилей оставался гостем замка в течение месяца. А в 1591 году братья Таддео и Федерико Цуккари, владевшие комплексом, принимали здесь папу Григория XIV, который искал спасения от свирепствовавшей в Риме чумы.
В 1696 году семья Одескальки, принадлежавшая к древней комской знати, приобрела замок Орсини. Вскоре началась масштабная реконструкция сооружения. В очередной раз замок был значительно расширен. Впоследствии один членов рода сам взошёл на папский престол под именем Иннокентия XI и вернул крепость в собственность церкви.
В 1689 году, после смерти Иннокентия XI, замок был выставлен на продажу. Его купил Вильгельм III Оранский, король Англии. Он решил создать здесь свою официальную резиденцию в Италии после победы над Яковом II. После смерти Вильгельма III замок Орсини унаследовала королева Анна Английская. Вскоре комплекс стал центром интеллектуальной и культурной жизни. Здесь принимали таких гостей, как художник и инженер Карло Фонтана и математик, астроном и поэт Алессандро Маркетти. Позднее замок вновь выставили на продажу. Его приобрёл Джон Летбридж, талантливый изобретатель, автор первого водолазного костюма. Причём свои исследования он вёл прямо в крепости.

### XVIII–XIX века
В 1730 году замок в очередной раз вернулся в собственность католической церкви. Здесь опять появилась официальная папская резиденция. В замке не раз бывали папы Климент XII, Бенедикт XIV, Климент XIII, Климент XIV и Пий VI. Успел погостить в Орсини и Наполеон Бонапарт. Он побывал здесь, когда согласовывал с понтификом планы своей женитьбы. 
После 1819 года вновь оказался в запустении. Папы перестали бывать здесь и сооружение постепенно ветшало. Почти целый век замок Орсини оставался необитаем. Лишь на короткий срок он оказался востребован. В 1867 году здесь проходили стычки отрядов из армии Джузеппе Гарибальди с папскими войсками, стремившимися изгнать из Рима революционеров.

### XX век

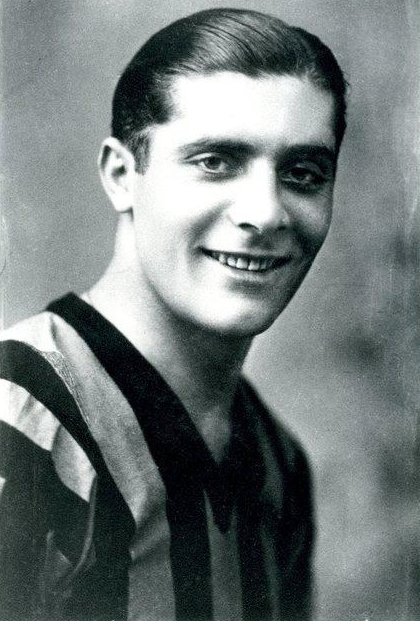
футболист Джузеппе Меацца

В 1930 году замок купил известный футболист Джузеппе Меацца. Он провёл качественный ремонт и разбил вокруг роскошные сады. Когда в 1934 году сборная Италии выиграла чемпионат мира по футболу в замке была организована вечеринка с участием всех игроков команды-победительницы. Однако так как у Меацца возник конфликт с пришедшими в Италии к власти фашистами, по личному приказу Бенито Муссолини замок был продан компании C.A.D.L. Здесь устроили театр, вмещавший 200 зрителей для проведения пропагандистских представлений. Позднее Муссолини передал замок маркизу Феррари-Фрею. После смерти последнего в 1967 году замок вновь вернулся в собственность компанию C.A.D.L. 
С 1994 года замок был реконструирован под нужды роскошного отеля.

## Описание
Замок с зубчатыми стенами имеет в основании форму почти правильного квадрата. По углам расположены четыре мощные высокие башни. Три из них круглые, а одна (северная) — квадратная. Снаружи сооружение окружает глубокий ров. Внутрь можно попасть по единственному мосту, который ведёт к воротам, расположенным в северо-западной стене. В прежние времена этот мост был подъёмным.

## Современное использование
В настоящее время замок функционирует как пятизвёздочный отель и конференц-центр.

## Галерея

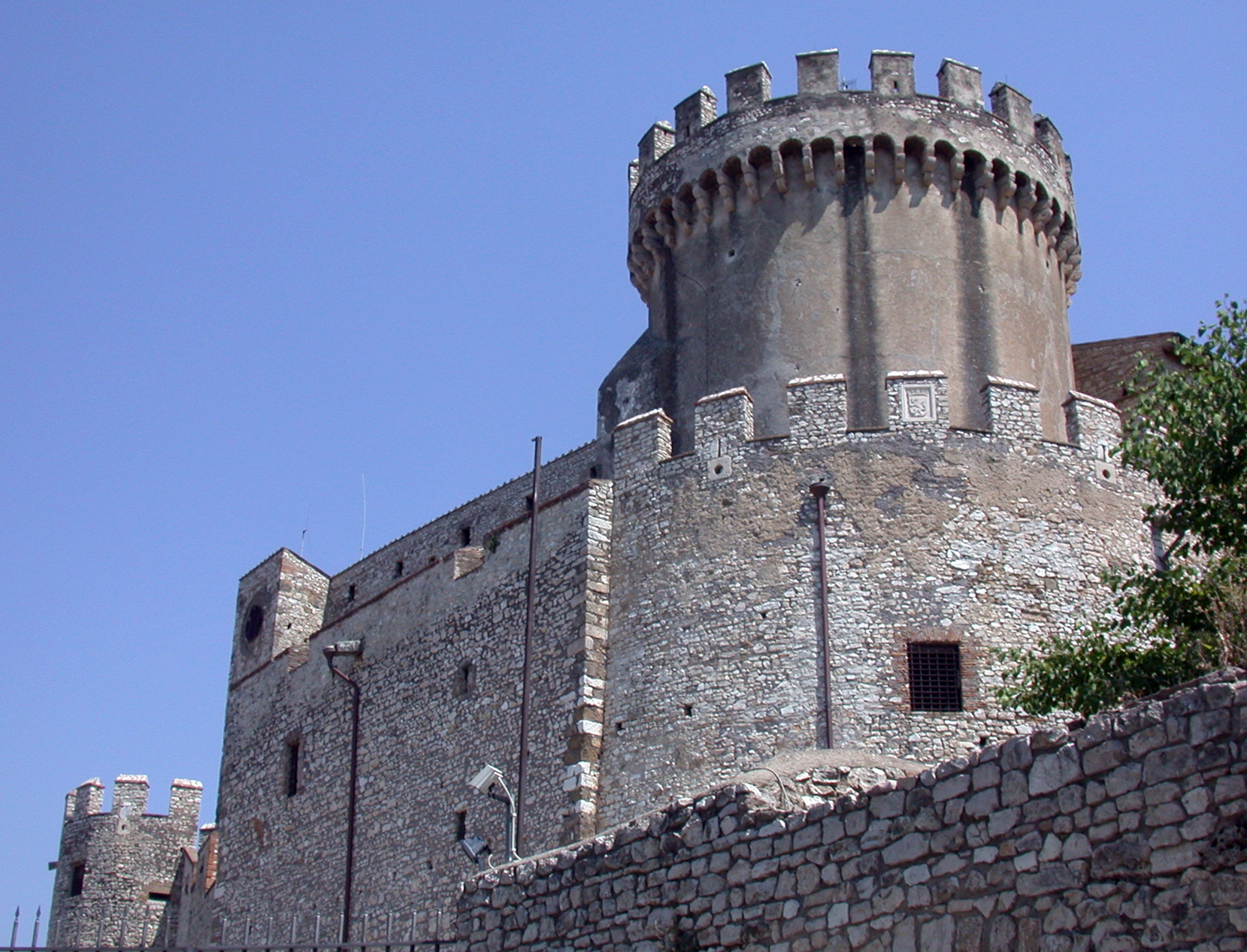
Одна из угловых башен
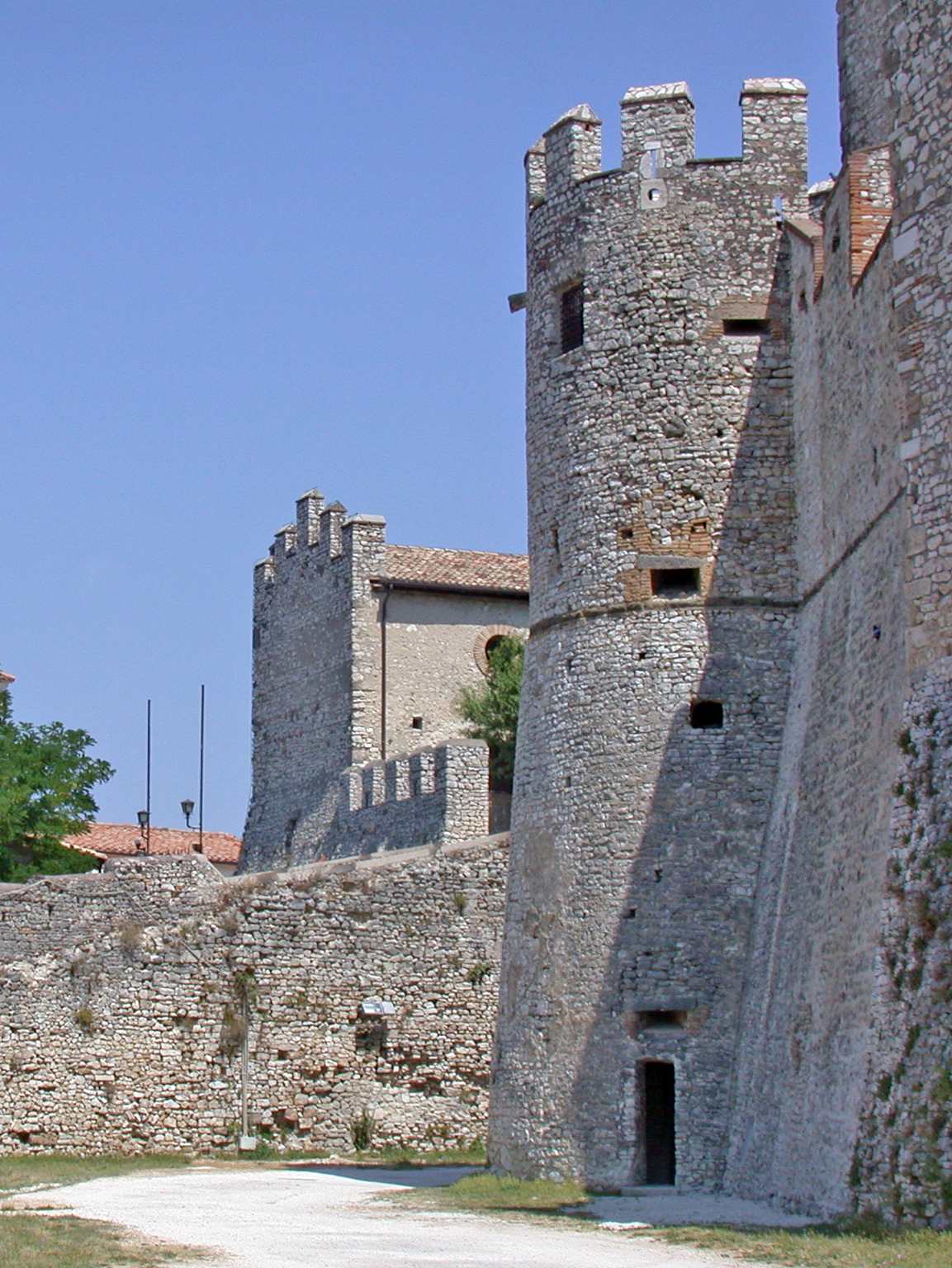
Фрагмент внешней стены
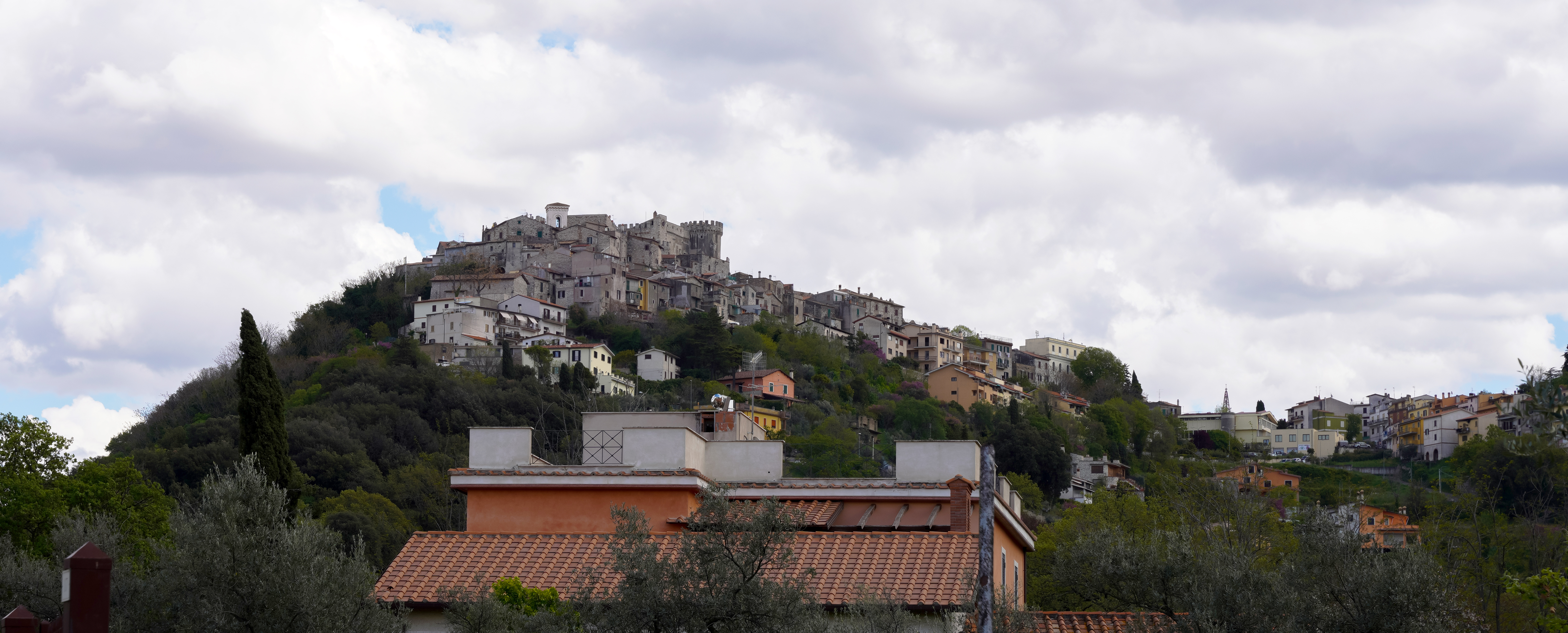
Вид замка со стороны поселения Нерола
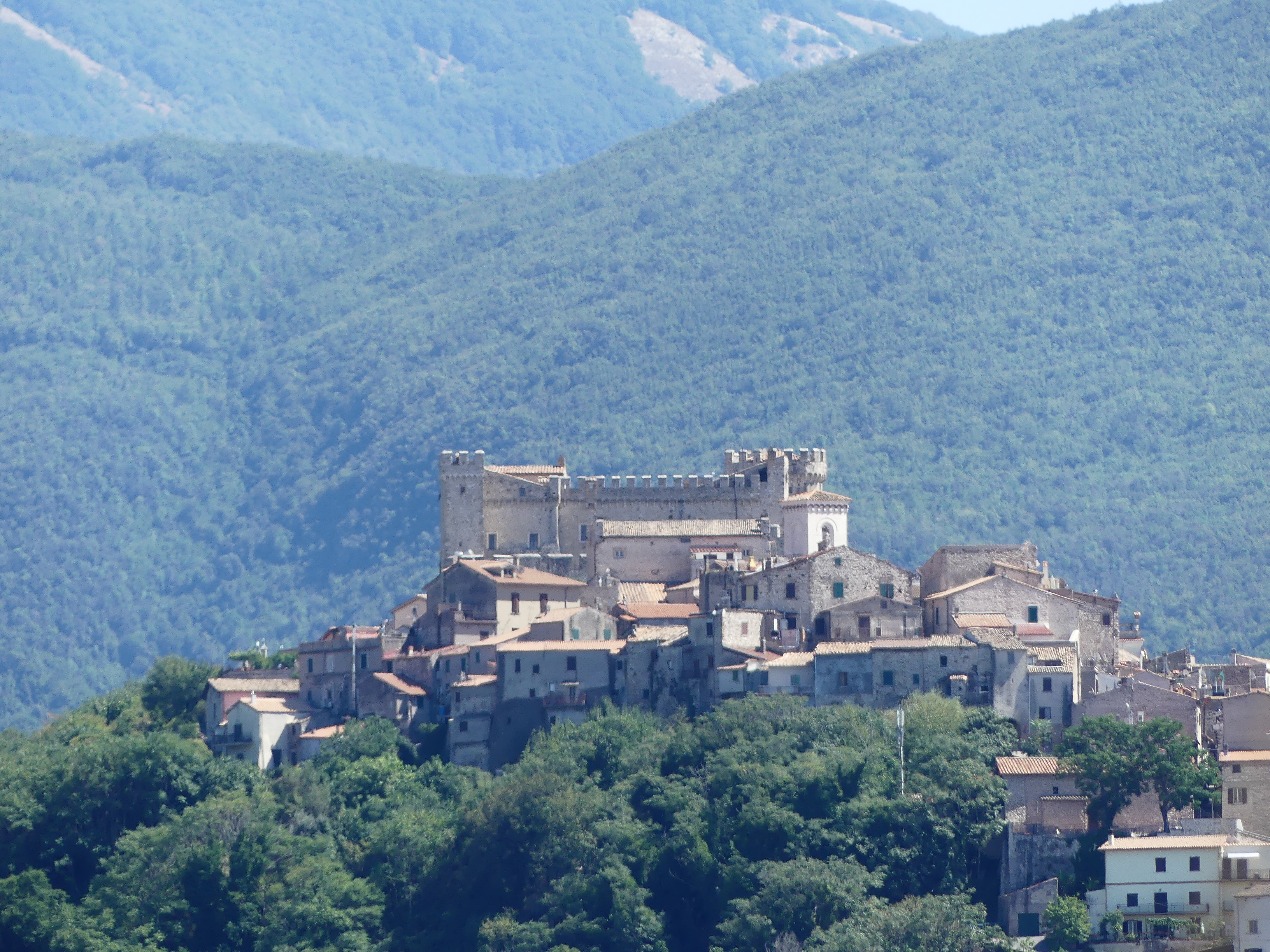
Вид замка на фоне гор
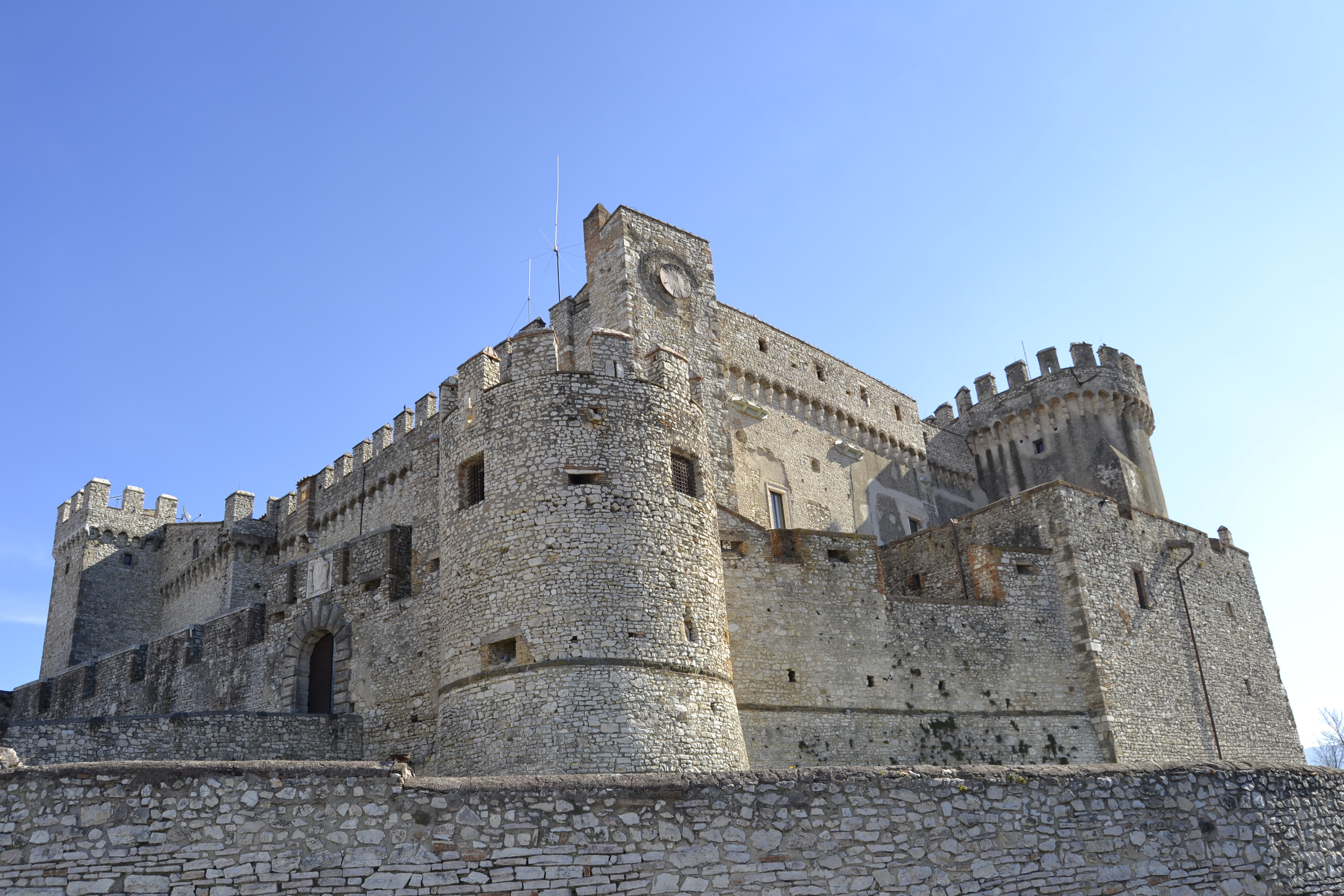
Общий вид замка